# Pflegekomplexmaßnahmen-Score
Der Pflegekomplexmaßnahmen-Score (PKMS) war ein Instrument, um die „hochaufwendige Pflege“ im Krankenhaus zu erfassen und abrechnen zu können. Das Verfahren wurde vom Deutschen Pflegerat entwickelt und wurde über den Operationen- und Prozedurenschlüssel (OPS) in der DRG-Kalkulation verschlüsselt. Wurden die im PKMS erhobenen Aufwandspunkte erreicht, konnte der OPS 9-20ff kodiert werden, was die Abrechnung eines Zusatzentgeltes (ZE 130) zur Folge hatte.
Dieses Verfahren wurde in der OPS-Version 2021 ersatzlos gestrichen. Es soll eine pragmatischere Lösung gefunden werden, anstatt fiktiver Vorgaben durch PKMS-Regeln.

## Hintergrund
Im April 2009 wurde auf dem zweiten Pflegegipfel, zu dem das Bundesgesundheitsministerium Vertreter von Pflegeverbänden und anderen im Gesundheitswesen maßgeblichen Gruppen einlud, das „Förderprogramm Pflege“ verabschiedet. Ziel war, ca. 17.000 Pflegepersonalstellen innerhalb von drei Jahren aufzubauen. Anlass waren Qualitätsmängel in der pflegerischen Versorgung infolge eines Stellenabbaus. Die Ziele des Krankenhausfinanzierungsreformgesetzes von 2009 waren eine bessere Finanzierung der Krankenhäuser, mehr Personal in der Pflege und bessere Vergütung für die Bereiche im Krankenhaus, die einen erhöhten pflegerischen Aufwand haben. Im Krankenhausentgeltgesetz § 4 Abs. 10 hieß es dazu: „Die Vertragsparteien auf Bundesebene nach § 9 beauftragen ihr DRG-Institut, Kriterien zu entwickeln, nach denen ab dem Jahr 2012 diese zusätzlichen Finanzmittel im Rahmen des DRG-Vergütungssystems zielgerichtet den Bereichen zugeordnet werden, die einen erhöhten pflegerischen Aufwand aufweisen.“

## Entwicklung
PKMS und OPS 9-20 waren eine Entwicklung des Deutschen Pflegerates im Auftrag des InEK und der Selbstverwaltungspartner (Krankenkassen und Krankenhausgesellschaft) zur Realisierung des Krankenhausfinanzierungsgesetzes (§ 4 Abs. 10 KHEntgG). Von einer Expertengruppe aus Selbstverwaltungspartnern und Pflege wurden Empfehlungen erarbeitet und beim zweiten Pflegegipfel verabschiedet. Diese sahen vor, dass Indikatoren zur Abbildung „hochaufwendiger Pflege“ entweder in den OPS-Katalog oder als ICD-10-Indikatoren im G-DRG-System aufgenommen werden. Zusätzlich wurde eine „Schärfung“ der Pflegepersonalregelung zur Kostenkalkulation vereinbart.
Die Arbeitsgruppe bestand aus 12 Personen aus Pflegewissenschaft und Pflegemanagement, einem Medizininformatiker und einem Vertreter der Gesellschaft für Kinderkrankenhäuser und Kinderabteilungen in Deutschland. Ihren Aussagen zufolge war bei der Entwicklung von OPS 9-20 und PKMS Folgendes wichtig:
- Abgrenzung der zuvor in PPR-A3 eingestuften Patienten zu den „hochaufwendigen“ Patienten,
- Berücksichtigung kostenkalkulatorischer Dimensionen, so sollte  OPS 9-20 in Verbindung mit PKMS die Patienten abbilden, die circa 300 bis 500 € mehr Pflegeaufwand erzeugen,
- trennscharfe Kriterien, um eine inflationäre Kodierung zu vermeiden.[9]

Bei der Entwicklung der Indikatoren des PKMS wurde laut Aussagen der Entwickler zum einen induktiv vorgegangen. Hierzu wurden Pflegepersonen in den verschiedensten Facheinheiten und Kliniken befragt, was ihrer Meinung nach die Gründe und Pflegemaßnahmen seien, die als „hochaufwendig“ gelten und einen hohen Zeitaufwand erklären. Zum anderen wurden Zeitmessstudien und Echtzeiterhebungen von Pflegemaßnahmen aus zwei Kliniken zugrunde gelegt. Genaue Belege über für die Kalkulationsgrundlagen sind in der Buchveröffentlichung nicht dargelegt.
Jedes Jahr konnten Änderungsanträge durch Fachgremien und Kliniken an das Deutsche Institut für Medizinische Dokumentation und Information (DIMDI) eingereicht werden. Der Deutsche Pflegerat hat einen Vorschlag zur Verbesserung der ersten Version des PKMS eingereicht und auf seiner Internetseite über den umfangreichen Anwendertest der überarbeiteten PKMS Version 2.0 berichtet.
Damit OPS 9-20 im Jahr 2012 relevant werden konnte, war sicherzustellen, dass Kalkulationsdaten der Patienten mit OPS 9-20 höhere Fallkosten nachweisen. Die PPR hat neun Aufwandsgruppen, und ein Patient kann in der Kostenkalkulation maximal einen Pflegeminutenwert von 215 Minuten erhalten. Für „hochaufwendige“ Patienten musste eine neue Kalkulationsgrundlage geschaffen werden. Dafür wurden PPR-A4 und PKMS-Tagesaufwandspunktwerte entwickelt. Bei sechs Aufwandspunkten wurden 100 Minuten mehr Pflegezeit verrechnet. So war sichergestellt, dass OPS 9-20 kostenrelevant wurde.

## Einführung 2010
Ab 2010 waren Krankenhäuser in Deutschland aufgefordert, den OPS-Schlüssel 9-20 zu kodieren, wenn Leistungen im Zusammenhang mit „hochaufwendiger Pflege“ bei einem Patienten erbracht wurden. Dazu schrieb das InEK:

„Für das Datenjahr 2010 stehen erstmals auch Daten des zum 01.01.2010 eingeführten OPS-Kodes für hochaufwendige Pflege von Patienten (Pflegekomplexmaßnahmen-Score – PKMS) zur Verfügung. Die dokumentierten Leistungen sollen als Basis dienen, um den gesetzlichen Auftrag zur zielgerichteten Zuordnung von Finanzmitteln zu Bereichen mit erhöhtem pflegerischem Aufwand (vgl. § 4 Abs. 10 KHEntgG) für das Jahr 2012 umzusetzen.“

Die Einführung des OPS 9-20 wurde unterschiedlich diskutiert. Da von einer ungleichen Verteilung der Patienten mit „hochaufwendiger Pflege“ ausgegangen wurde, konnten die Kliniken unterschiedlich stark von den Finanzmitteln des Förderprogramms profitieren. Mit der Einführung des OPS 9-20 sollte eine langfristig adäquate Versorgung von Patienten mit einem hohen pflegerischen Aufwand sichergestellt werden. Pflegeleistungen sollten ebenso Auswirkungen auf die Erlöse haben wie medizinische Leistungen. 2011 war zu beobachten, dass Kliniken sich verstärkt um die Umsetzung der Expertenstandards und die Nutzung pflegerischer Konzepte kümmerten, die im PKMS gefordert werden.

## Version 2011
Nachfolgend der Wortlaut aus dem OPS-Katalog 2011 des DIMDI:
Der PKMS ist ein von der Expertengruppe des DPR (Deutscher Pflegerat) entwickeltes Instrument zur Abbildung der Pflege von hochaufwendigen Patienten im Krankenhaus auf „Normalstationen“. Diese hochaufwendige Pflege geht über die normale volle Übernahme von Pflegetätigkeiten in mindestens einem der 8 Leistungsbereiche Körperpflege, Ernährung, Ausscheidung, Bewegen/Lagern/Mobilisation/Sicherheit, Kreislauf, Wundmanagement und Atmung deutlich hinaus und/oder im Bereich Kommunizieren/Beschäftigen besteht ein wesentlich höherer Bedarf als beim durchschnittlichen Patienten mit besonderen Leistungen (vgl. PPR (Pflege-Personalregelung) Stufe A3 der entsprechenden Altersstufe). Es wurden drei unterschiedliche PKMS entwickelt, da die hochaufwendige Pflege in den verschiedenen Altersstufen unterschiedlich operationalisiert ist:
- für Erwachsene (PKMS-E): ab dem Beginn des 19. Lebensjahres
- für Kinder und Jugendliche (PKMS-J): ab dem Beginn des 7. Lebensjahres bis zum Ende des 18. Lebensjahres
- für Kleinkinder (PKMS-K): ab dem Beginn des 2. Lebensjahres bis zum Ende des 6. Lebensjahres

Die Struktur und Logik der drei Scores sind gleich und bei der Anwendung ist Nachfolgendes grundsätzlich zu beachten. Die Punktwerte drücken den mindestens anfallenden pflegerischen Aufwand bei einem hochaufwendigen Patienten aus. Die Gründe für hochaufwendige Pflege sind einmalig und bei Änderungen des Patientenzustandes zu erfassen und die Pflegeinterventionen sind durch eine tägliche (Kalendertag) Leistungsdokumentation nachzuweisen.
Damit ein Leistungsmerkmal zutrifft, muss einer der Gründe für hochaufwendige Pflege in dem entsprechenden Leistungsbereich vorliegen und ein entsprechend angeführtes Pflegeinterventionsprofil zu treffen …

### Aufbau und Funktion des PKMS 2011
Jeder PKMS (E, J, K) formulierte in den Leistungsbereichen
- Körperpflege
- Ernährung
- Ausscheidung
- Bewegen/Lagern/Mobilisieren/Sicherheit
- Kommunizieren/Beschäftigen
- Kreislauf
- Wundmanagement
- Atmung

Gründe und Pflegemaßnahmen, die typisch für „hochaufwendige Pflege“ sind.

### PKMS-Gründe und -Pflegemaßnahmen
Der PKMS-E (Erwachsene) hatte 35 unterschiedliche Gründe für „hochaufwendige Pflege“. Bei den Gründen handelt es sich um Patientenzustände, -verhalten oder Pflegeprobleme, wie z. B. G10 aus dem Leistungsbereich Bewegen/Lagern/Mobilisieren/Sicherheit, Hohes Dekubitusrisiko oder G1 im Leistungsbereich Körperpflege, Abwehrverhalten/Widerstände bei der Körperpflege. Insgesamt wurden 25 Maßnahmen-Pakete im PKMS-E formuliert.
| G1 | Abwehrverhalten/Widerstände bei der Körperpflege Kennzeichen: Setzt (Mobilisierungs-)Maßnahmen bei der Körperpflege Widerstände entgegen: schreit, schlägt, beschimpft das Pflegepersonal bei der Ganzkörperwaschung, lehnt die Körperpflege verbal/nonverbal ab ODER Ablauf der Körperpflege ist dem Patienten nicht bekannt Kennzeichen: Unfähigkeit, die Körperpflege selbstständig und strukturiert durchzuführen: Gebrauchsgegenstände der Körperpflege können nicht adäquat eingesetzt werden, fehlende Eigeninitiative, die Körperpflege durchzuführen |

Bei einem Patienten, der beispielsweise infolge einer Demenz bei der Körperpflege Abwehrverhalten zeigt, liegt der Grund G1 vor.
| G1 G5     | A1 | Maßnahmen zum Erlernen / Wiedererlangen / zur Motivation einer selbstständigen Körperpflege Erläuterung: (Haarpflege, Mundpflege. Körperwaschung und/oder Hautpflege) bei vorliegenden Erschwernisfaktoren (Gründe des PKMS-E). In der Pflegedokumentation sind die individuellen pflegerischen Zielsetzungen der Maßnahmen auszuweisen, ebenso die auf den Patienten abgestimmte Vorgehensweise. |
| G1 G4 G10 | A3 | Therapeutische Ganzkörperpflege nach folgenden Konzepten: [Aufzahlung pflegenscher Konzepte, z. B.] - beruhigende/belebende/basalstimulierende GKW |

Als Pflegemaßnahme kann z. B. eine therapeutisch beruhigende Körperwaschung durchgeführt werden. Wurde diese durch eine Pflegeperson erbracht, konnten die Aufwandspunkte für den Leistungsbereich Körperpflege gezählt werden. Sind sowohl der Grund vorhanden, als auch die Pflegemaßnahme durchgeführt, durften die PKMS-Aufwandspunkte des jeweiligen Leistungsbereiches gezählt werden. Die Aufwandspunkte wurden addiert und über die gesamte Verweildauer gesammelt. Ein Aufwandspunkt entsprach ca. 30 Minuten Pflegezeit.
Seit 2012 war bei Erreichen einer Schwelle von 43 Aufwandspunkten das Zusatzentgelt ZE 130 abrechenbar. Bei Kindern und Jugendlichen oder Säuglingen war das Zusatzentgelt (ZE 131) abrechenbar. Ab 2013 erfolgte durch einen zusätzlichen Split der Zusatzentgelte eine höhere Vergütung ab 130 Aufwandspunkten.
Ab 2012 durfte der PKMS auf der IMC (Intermediate Care) kodiert werden.

## Kritik
Für die Krankenhäuser entstand ein zusätzlicher Dokumentationsaufwand. In verschiedenen Quellen wurde ein Zeitaufwand von ca. 10 Minuten pro Tag und Patient angegeben. Auch musste jede Pflegeperson, die gemäß PKMS kodieren sollte, entsprechend geschult werden, was bis zu vier Stunden dauerte. Es wurde in Frage gestellt, ob der PKMS die Kalkulation so beeinflussen konnte, dass die Fördergelder in vollem Umfang verteilt wurden. Es wurde die niedrige Fallzahl der Patienten diskutiert, für die OPS 9-20 abgerechnet wurde. Auch wurde die Abhängigkeit des Scores von der Liegedauer thematisiert. Eine Diskussion auf Item-Ebene konzentrierte sich auf die vorgegebenen Milliliter-Angaben bei der Flüssigkeitszufuhr, die oft nicht erreicht werden. Einige Kliniken haben scheinbar die PKMS-Dokumentation losgelöst von der Regeldokumentation eingeführt. So kam es zu einer Doppeldokumentation mit Erhöhung des täglichem Dokumentationsaufwands auf ca. 15 Minuten, verteilt auf drei Dienstschichten.